# Equal Times
Equal Times est un site d'information en pure player gratuit, créé en 2012 et basé à Bruxelles. 
Publié en trois langues (anglais, espagnol, français), les thématiques sont développées à l'échelle internationale autour du travail, des droits humains, de la culture, du développement, de l'environnement, de la politique et de l'économie. Le journal numérique publie également des tribunes de personnalités de la société civile et d'universitaires, ainsi que des reportages photo et vidéo. 

## Ligne éditoriale
Equal Times est soutenu principalement par la Confédération syndicale internationale (CSI), l'Organisation internationale du travail et la Commission européenne. Selon Sharan Burrow, secrétaire générale de la CSI, Equal Times aborde « l’avenir de la planète, le monde du travail, les droits humains, le développement durable, la politique et l’économie».

## Lancement
Au lancement, le média collabore avec plus de 50 correspondants provenant du monde entier. La première édition intégrait des reportages de 16 pays différents, parmi lesquels des articles traitant du Pakistan à la suite des incendies d'usines dévastateurs, ainsi qu'un rapport détaillé sur l’exploitation des travailleurs indigènes dans la région fragile d’El Chaco au Paraguay.

## Prix et récompenses
Plusieurs productions d'Equal Times ont obtenu des récompenses à l'international : 
- Prix du concours de presse mondial sur les migrations de main-d’œuvre 2019[7], pour l'article « Dans un Japon vieillissant, qui pourra combattre la crise démographique : les migrants, les robots ou les retraités ? »[8] de Carmen Grau.
- Migration Media Award en 2019[9], pour l'article « Le régime syrien a voulu détruire son corps ; au Liban, Mariam tente de reconstruire son esprit »[10], de Alicia Medina.
- Prix Lorenzo Natali en 2020[11], pour l'article « Pour les migrants africains tentant d’atteindre l'Amérique du Nord, la région du Darién est devenue la nouvelle Méditerranée »[12], de Shola Lawal.